# Hals (Passau)
Hals ist ein im Norden gelegener Stadtteil von Passau, der geografisch stark von der Ilz geprägt ist. Bis 1972 war Hals eine selbständige Marktgemeinde.

## Geschichte
Um die heutige Burgruine Hals an der schmalsten Stelle einer beiden Halser Ilzschleifen entstand eine mittelalterliche Siedlung. Die Burg war der Sitz der Herren von Hals, die 1280 in den Grafenstand erhoben wurden. 1376 verlieh Kaiser Karl IV. der Ortschaft das Stadtrecht und ein Jahr später auch das Recht, die Münzen der Leuchtenberger Landgrafen und Grafen von Hals zu schlagen  (bis 1497). Das Münzrecht hatte die Stadt allerdings nicht. Die als „Böse Halser“ bekannten Schwarzpfennige der Schinderlingszeit wurden hauptsächlich unter dem Leuchtenberger Landgraf Johann III. (gest. 1459) als Inhaber der Grafschaft Hals geschlagen.
Aufgrund des späteren Niedergangs der Grafschaft kam es jedoch nie zur tatsächlichen Ausübung des Stadtrechts. 1517 fiel die Grafschaft an Bayern, die Burg wurde Sitz eines Pflegers. 1587 erhob Herzog Wilhelm V. die Ortschaft wieder zum Markt. Bei den beengten Verhältnissen konnte sich der Marktflecken nicht ausdehnen, andererseits gelang es den Bischöfen von Passau nie, die Enklave innerhalb des fürstbischöflichen Territoriums dem Hochstift Passau einzugliedern.

### 19. Jahrhundert
1803 wurde das Gebiet Teil des königlichen Landgerichts Passau. 1810 verwüstete, wie mehrmals zuvor, ein Brand den Ort. Die meisten heute noch erhaltenen Häuser des Ortskerns einschließlich der Pfarrkirche entstanden kurz danach. 1825 erhielt Hals den Status einer Stadtgemeinde III. Klasse.
Ein wichtiger Wirtschaftsfaktor für Hals war bereits seit dem Mittelalter die Flößerei. Oberhalb von Hals wurde eine mächtige Triftsperre angelegt und das Triftwasser durch einen heute noch vorhandenen, 1827 bis 1831 erbauten 115 m langen Tunnel geleitet. In Hals waren ausgedehnte Lagerplätze und später das Holzhandels-Großunternehmen Salomon Forchheimer, dessen Sägewerk in Saisonzeiten Hunderte von Arbeitskräften beschäftigte. Es musste 1926 wegen eines fehlenden Bahnanschlusses aufgegeben werden.
Der Passauer Fotograf Ducrue erbaute am Sieglberg 1890 die Kur- und Wasserheilanstalt Bavaria-Bad. Aus Hals wurde vorübergehend Bad Hals. Unter dem nachfolgenden Besitzer Dr. Mayerhausen wurde die Badeanstalt noch ausgebaut. Es kamen die gesamte Hydrotherapie sowie die Elektrotherapie zur Anwendung. Während des Ersten Weltkrieges löste sich der vielversprechende Kurbetrieb auf.

### 20. Jahrhundert
Im Jahr 1902 verzichtete Hals auf das Stadtrecht und nahm wieder den Status eines Marktes an. Am 9. August 1922 kam die Gemeinde Ries zu Hals.
Seit 1920 staut ein Wehr die Ilz am Halser Stausee zur Versorgung eines Wasserkraftwerkes. Letzteres befindet sich jedoch nicht am Fuße an der Staumauer, sondern liegt ca. 2,5 km weiter flussabwärts. Ein Kanal führt das Wasser mitten durch den Ort zum Elektrizitätswerk.
Am 30. April 1945 wurden die Pfarrkirche, das Rathaus und weitere Häuser durch Artilleriebeschuss zerstört. Ab 1946 erfolgte der Wiederaufbau. 1954 konnte mit der Eröffnung der neuen Straße über Christdobl die Verbindung nach Passau verbessert werden.
Im Zuge der Gemeindegebietsreform, die am 1. Juli 1972 in Kraft trat, wurde der ehemalige Markt Hals ein Ortsteil der Drei-Flüsse-Stadt Passau, obwohl sich bei einer Volksbefragung nur 13 der 113 Wahlberechtigten für die Eingemeindung nach Passau ausgesprochen hatten, während der weitaus größere Teil für einen Anschluss an Grubweg votiert hatte. Der heutige Stadtteil zählte zuletzt 1.695 Einwohner (Stand: 31. Dezember 2005).

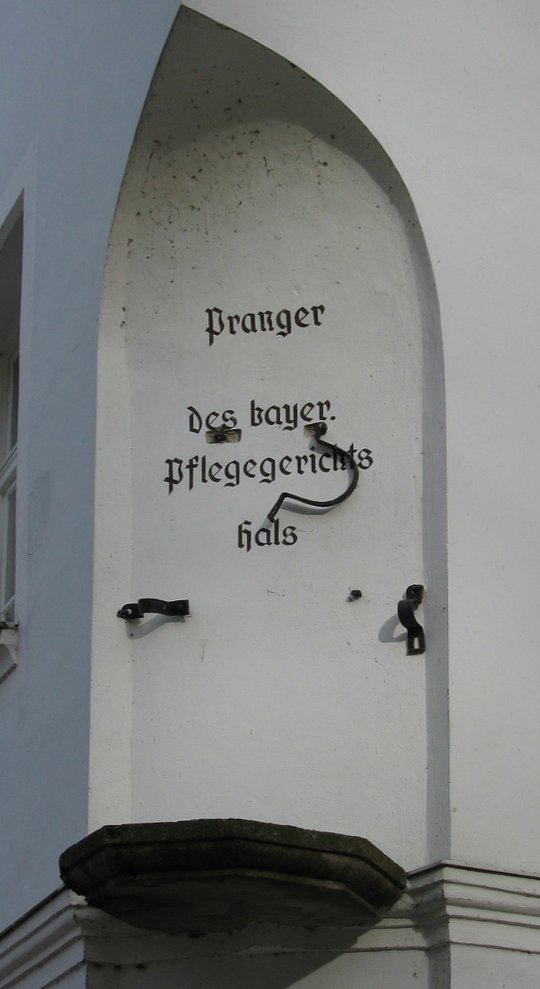
Pranger am Halser Marktplatz

## Sehenswürdigkeiten
- Über dem Ort erhebt sich der Burgberg mit der Burgruine Hals.
- Das Vorwerk der Halser Burg, die Burg Reschenstein.
- Vor dem Rathaus aus dem Jahr 1510 hat sich der Pranger erhalten.
- Die spätgotische Wallfahrtskirche St. Achatius ist heute Friedhofskirche.
- Die Pfarrkirche St. Georg aus dem 19. Jahrhundert wurde nach Kriegszerstörungen 1950 bis 1951 neu errichtet.

## Bürgermeister
| - Kumpfmüller (1879–1906) - Alois Greiner (1906–1912) - Michael Zitzelsberger (1912–1922) - Josef Niedermayer (1922–1923) - Friedrich Haushofer (1923–1931) - Georg Schilleder (1931–1932) - Ferdinand Rothofer (1932–1933) | - Max Weidinger (1933–1936) - Josef Lindinger (1936–1945) - Joseph Feßler (1945) - Ludwig Breinbauer (1945–1954) - Josef Schwarz (1954–1955) - Fritz Gerstl (1955–1964) - Georg Sterzer (1964–1972) |

## Persönlichkeiten, Töchter und Söhne
- Friedrich Pustet (1798–1882), Verleger und Gründer der Friedrich Pustet KG
- Gottlieb Madl (1897–1963), Filmeditor und Dokumentarfilmer
- Friedrich „Fritz“ Gerstl (1923–2014), Politiker (SPD), Landrat des Landkreises Passau und ab 1972 MdB
- Rupert Schützbach (* 1933), Dichter und Aphoristiker